# Chapman (Oregon)
Chapman az Amerikai Egyesült Államok északnyugati részén, Oregon állam Columbia megyéjében elhelyezkedő önkormányzat nélküli település.
A posta 1915 és 1930 között működött.